# ミンスク (ダンジョンズ&ドラゴンズ)
ミンスク（Minsc/[ˈmɪnsk]）は、バイオウェアとLarian Studiosによって開発された、テーブルトークRPG（TRPG）『ダンジョンズ&ドラゴンズ』（D&D）を基にしたコンピュータRPG（CRPG）、『Baldur's Gateシリーズ（『BGシリーズ』）』に登場する架空のキャラクター。
『Baldur's Gate（『BG1』）』のリード・デザイナーであるジェイムズ・オーレンが行っていた、D&Dのセッションに由来し、ゲームのリード・ライターであるルーカス・クリストジャンソンによって拡張された。コンピュータゲームでのデビュー作は『BG1』（1999）で、プレイヤーのパーティに加わることができるコンパニオン・キャラクターとして登場した。続編『Baldur's Gate II: Shadows of Amn（『BG2』）』（2000）、『BG2』の拡張パック『Baldur's Gate II: Throne of Bhaal（『ToB』）』、2016年発売の『Baldur's Gate: Siege of Dragonspear』、2023年発売の『Baldur's Gate III（『BG3』）』、そしてこれらのタイトルに関連するプロモーションにも登場する。ミンスクの声は、オリジナルのゲームではジム・カミングスが担当し、『BG3』ではマシュー・マーサーが担当している。
ストーリー上ミンスクはレンジャーであり、元々は 「ダジェマ」という通過儀礼の一環として、魔女ダイナヘールのボディガードを務めていた。ダイナヘールが捕らえられた時、ミンスクはプレイヤーに彼女を開放するよう頼む。『BG2』冒頭でプレイヤーのパーティが捕らえられ、ダイナヘールが殺されると、ミンスクは正義のためにプレイヤーと行動を共にする。バーサーカーである彼は、善きものであり、英雄でありたいという強い願望を持っているが、極端な言動のため、周囲からは正気を失っているのではないかと思われている。動物の仲間は「ブー」という、彼曰く「ミニチュア・ジャイアント・スペース・ハムスター」で、しばしば相談相手になる。
IGN、GameSpot、Eurogamerのレビュアーによれば、ミンスクは登場以来、その態度とブーへの愛着から、『Baldur's Gate』のゲームで最大の人気要素の一つと見做されている。また、『Computer and Video Games』誌のレビュアーは、彼をPCゲームの最も偉大な側面の1つと評価し、ゲーム開発者は彼のことが好きだと述べている。ウェブコミック『メガトーキョー』ではブーがキャラクターとして登場し、主人公の一人ラルゴがミンスクの役割を担っている。 その後のゲームタイトルからの彼の不在は、いくつかの出版物で嘆かれている。

## コンセプトと創作
ミンスクとブーは、『BG1』のリード・デザイナーであるジェイムズ・オーレンが行っていたTRPG版D&Dのセッションに端を発する。『MDK2』のアソシエイト・プロデューサー兼リード・プログラマーであるキャメロン・トーファーが演じたミンスクは、キャンペーン・セッティング「ダーク・サン」において「ブー」というペットのハムスターを連れ歩く情緒不安定なコミックリリーフのレンジャーという構想だった。『BG1』のリード・ライターであるルーカス・クリストジャンソンはこのキャラクターを発展させ、ミンスクを一般的プレイヤーにとって面白く、記憶に残るような台詞を作成した。開発中、キャラクターの台詞の一部は声優の演技に基づいて書き直された。これが進むにつれて、ライター達はミンスクの台詞をより自由に、キャラクターに適した口調で脚本に挿入できるようになったと述べている。2001年のインタビューで、バイオウェアの共同設立者であるレイ・ミュジカは、同社が完成させたタイトルの中でミンスクが最も好きなキャラクターであると述べている。
ミンスクはブーを 「ミニチュア・ジャイアント・スペース・ハムスター」と分類している。「ミニチュア・ジャイアント・スペース・ハムスター」とは、D&Dのキャンペーン・セッティング「スペルジャマー」において初めて言及されたクリーチャーであり、船の外輪を漕ぐために飼育された巨大なハムスターとされている。普通のハムスターのような小型形態で飼育することもできる。シニア・デザイナーのデイヴィッド・ゲイダーは「ブーが何と呼ばれようと、ブーには普通のハムスター以上の力や能力は無い」としている。また、ブーの死にやすさと、死ぬことによるミンスクへの影響を考えて、ブーは使い魔として戦う他のクリーチャーとは異なる扱いを受けたと述べている。バイオウェアの開発者との公開ディスカッションにおいて、脚本家のドリュー・カーピシンは、ゲーム内でのブーの役割を「ミンスクに知恵と精神的な支えを与えること」と説明している。

## 登場

### バルダーズ・ゲートシリーズ
『BG1』において、ミンスクはフェイルーン大陸北東の国ラシェメン出身の、スキンヘッドに紫色のタトゥーを入れたレンジャーである。元々はアイスドラゴン・バーサーカー・ロッジに入るための通過儀礼である「ダジェマ」中のバーサーカーであった彼は、魔女ダイナヘールを守ると誓うが、ダイナヘールと共にノールの待ち伏せに遭い、彼らの拠点でダイナヘールを捕らえられるというトラブルに見舞われる。彼はブーに裁かせるためプレイヤーに停止を命じ、協力を求める。ダイナヘールの救出後、プレイヤーはミンスクとダイナヘールを、宿敵サレヴォクと戦うパーティに加える選択肢を与えられる。
『BG2』の冒頭で、プレイヤーのパーティは魔道士ジョン・イレニカスに捕らえられ、監禁される。イレニカスは、自らの目的のためにプレイヤー（主人公）の力を利用しようとする。そこでダイナヘールが殺されたので、ミンスクは彼女の仇を討つために協力を申し出る。プレイヤーの選択次第では、ミンスクが新たな魔女をパーティに迎え入れる可能性もある。そうして新たな魔女が戦闘で倒されると、ミンスクは凶暴化する。『ToB』では、ミンスクはプレイヤーを支援するために召喚できるキャラクターである。ゲームのエピローグでは、ミンスクがラシェメンに戻り、プレイヤーとの経験によって有名な英雄になったことで、アイスドラゴン・バーサーカー・ロッジに入れるようになったことが明らかにされている。彼は自分の冒険団 「正義の拳（Justice Fist）」を結成し、悪と戦い続けた。晩年はレルムを旅して姿を消したとされる。
2023年の続編『BG3』の開発者であるLarian Studiosは、マシュー・マーサーがミンスクの声を担当していることを明らかにした。ミンスクは最初敵対的に登場し、「石の王（The Stonelord）」を名乗り、バルダーズ・ゲートの街で犯罪組織を率いている。彼はゲームの主な敵対者によって精神に影響する寄生体を植え付けられ、彼の友人であり仲間であったジャヘイラになりすましたドッペルゲンガーに操られている。プレイヤー・キャラクターの行動次第で、洗脳を解いて仲間にすることもできる。

### バルダーズ・ゲートの小説作品
ミンスクは、2000年にフィリップ・アサンスによって小説化された『Baldur's Gate II: Shadows of Amn』に脇役として登場する。赤毛の長髪にオレンジ色のあごひげを生やし、右側頭部にギザギザの傷跡がある。彼はもはや戦士ではなく、この小説の主人公アブデルよりも小柄である。対照的にブーはそのままで、ミンスクから同様に「ミニチュア・ジャイアント・スペース・ハムスター」と呼ばれている。小説の冒頭でアブデルと共に囚われの身となったミンスクは、開放されて宿屋に着くまでアブデルに同行し、そこで働くことを決意する。アブデルは彼の存在に何度も不快感を示し、ミンスクの仕事を口実に彼を置き去りにして剣を盗むが、後に船旅を確実にするため彼の助けを借りに戻ってくる。アブデルが雇い主を殺しに戻ってきた後、ミンスクは宿が永久に閉鎖されることを悟り、ブーとともに別の職場を探しに行く。

### Neverwinter
2015年2月、ミンスクとブーが2013年のMMORPG『en:Neverwinter』のモジュール『Elemental Evil』に登場することが発表された。このモジュールは2015年3月17日にリリースされた。

### Megatokyo
ブーはウェブコミック『メガトーキョー』に登場し、羽を装着してラルゴの良心として働くが、鳴くだけなので誤解されることも多い。ラルゴは「ビールを飲みに行こうぜ、ブー！」という彼のキャッチフレーズを含め、ミンスクの性格を適応させている。121話でブーはラルゴの元を去るが、バイオウェア社で元の仕事に就くことはできなかった。
バイオウェアのレイ・ミュジカはコミックでのブーの登場を賞賛し、好きなキャラクターを「アニメ風」に描いたと評した。コミックに登場するブーをモデルにしたぬいぐるみが、期間限定でアーティストによってウェブサイトを通じて販売されたが、当初は製造ミスのために生産が遅れた。

### Battle for Baldur's Gate - Dungeon Mayhem Expansion Pack
2019年9月、D&Dにインスパイアされたカードゲームである『Dungeon Mayhem』は、「Battle for Baldur's Gate」と題された初の拡張パックをリリースした。このボックスには2つのキャラクター・カード・セットが収録されており、1つはジャヘイラ、もう1つはミンスクとブーが描かれている。

### その他メディアにおいて
ミンスクとブーは、バイオウェア以外のゲームやメディアでも言及されている。『Neverwinter Nights 2: Mask of the Betrayer』（2007）では、「For M 」と彫られた 「Astral Rodent totem 」を見つけることができる。『Mass Effect 2』では「スペースハムスター」が購入できる。MORPG『ギルドウォーズ』キャンペーン3「審判の章」（Nightfall）において「Go for the eyes!（目を狙え！）」は、パラゴンが使用するシャウトコマンドスキルの名称である。
2014年7月、コミック『DUNGEONS&DRAGONS バルダーズゲートの伝説（Dungeons & Dragons: Legends of Baldur’s Gate）』が2014年10月に発売されることが発表された。『ToB』の数世代後が舞台で、ミンスクが主人公である。脚本はジム・ザブ、作画はマックス・ダンバーが担当する。D&D40周年記念の一環である。
2015年3月8日、マサチューセッツ州ボストンで開催されたPAX Eastにおいて、ミンスクは セレブリティD&Dセッション「Acquisitions Incorporated 」で、プレイヤー・キャラクターのNPC「intern」として使用され、プレイヤーのジェリー・ホルキンスとパトリック・ロスファスを大喜びさせた。
2015年3月、Wizkidsは「Dungeons & Dragons Dice Masters set」の「Battle for Faerûn」の一部として、ミンスクとブーの限定版プロモーション・カードとダイスを提供した。
2017年7月、Wizkidsは第7弾の「D&D Icons of the Realms」ミニチュア・セットを発売し、そのセットの中型で「Rare」レーティングの作品としてミンスクのミニチュア（ブーが肩に座っている）がある。
2017年のゲーム『en:Torment: Tides of Numenera』では、プレイヤーは特定の状況下で「Bao」という名の齧歯類のようなクリーチャーを手に入れることができ、それは知性を犠牲にして戦闘ボーナスを与え、敵を盲目にする能力も持つ。
2021年7月、ミンスクはトレーディングカードゲーム『マジック:ザ・ギャザリング』拡張セット「フォーゴトン・レルム探訪」で、「伝説のクリーチャー」カードとして登場した。

## プロモーション
GameSpyのインタビューでは、ルーカス・クリストジャンソンがミンスクを演じ、キャラクターの背景について詳しく語っている。『ToB』のリード・デヴェロッパーであるケヴィン・マーテンスは、ミンスクとブーが後のバイオウェア作品にカメオ出演する可能性について尋ねられた際、「ミンスクは人気がある。あなたもミンスクが好きでしょう。我々もミンスクが好きだ。ネヴァーウィンターはとても遠い。以上です。」とだけ述べている。

## 評価
『Dragon Age: Origins』のプロジェクト・リーダーであるダン・タッジは、バイオウェアで働く前は仕事が終わると急いで家に帰って、このキャラクターを使っていたという。UGO.comは、ミンスクを「ゲームの愛すべき存在」と評し、後のバイオウェア作品に同様のキャラクターがいないことを嘆いた。IGNは、『BG2』におけるミンスクの復帰を楽しみにしていたゲームの一面として挙げ、「ミンスク無しでどうやって生きていけるんだ?!」と述べた。Computer Games Magazineは、彼を『BG1』の多くのプレイヤーに愛されたキャラクターと呼び、人気の理由として彼の力強さと「魅力的な性格」を挙げた。彼のことを「みんな大好きな愛すべきおバカ」と呼び、ゲームの続編における初期の存在感を称賛した。GameSpotの「読者が選ぶサイドキックベスト10」で、ミンスクは7位にランクインし、そのキャラクターとブーへの愛着を理由に挙げた。Eurogamerは、ミンスクを2001年のビデオゲーム「最優秀男性サポートキャラクター」に選出し、さらに「『BG1』で最も人気のあるキャラクターの一人である」と評価した。
『Computer and Video Games』誌は、"PCゲームを愛する"200の理由の1つとして彼を挙げており、その理由として彼の戦いの叫びの一つ「Go for the eyes, Boo!（目を狙え、ブー！）」を引用した。 MSNは彼を 「ゲームの隠れたヒーロー」の1人として挙げており、「素晴らしいコミックリリーフを提供し、好意的に記憶される人物である」と述べている。 GameDailyは、彼を「ビデオゲームにおける最も愛すべきマヌケの一人」として挙げており、「CRPGにおける冒険者の良いパーティーには必ずタンクが必要だ...。 『Baldur'sGate』では、ヒューマンのレンジャーであるミンスクがそのタンクであり、プレイヤーのクエストにとって貴重な戦力である」と述べた。GameZoneのダコタ・グラボウスキは、バイオウェアが創った仲間キャラのランキングでミンスクをトップとし、「彼の声優の演技は『BGシリーズ』の最高の要素の一つだった」「バイオウェアはミンスク（とブー！）の創造を超えることはないだろう」とコメントした。Game Informerのキンバリー・ウォレスは、彼をバイオウェアの最高のキャラクターの一人とし、「『Baldur's Gate』をプレイしたなら、一人のキャラクターが群を抜いているだろう。彼は頭がおかしいのかもしれないし、言っていることも意味不明だ。不思議なことに、だからこそ彼のことをますます好きになるのだ。」と語っている。2011年、『Empire』誌は彼とブーを11番目に偉大なビデオゲームキャラクターとしてランク付けし、「ミンスクと彼の信頼するハムスターの仲間ほど、歳を重ねたPCゲーマーに切ない笑みをもたらすものはほとんど無い」と付け加えた。『GamesTM』誌は、ミンスクをバイオウェアの最も記憶に残る仲間キャラクター8人の内の1人に選んだ。 『PC Gamer』誌のアンディ・ケリーは、個人的に好きなバイオウェアの仲間としてミンスクを挙げ、「ミンスクは、バイオウェアの最近の作品ほど深くも繊細でもないが、圧倒的な個性でそれを補っている」とコメントしている。2017年の記事で、『PC Gamer』のスタッフは「最高のRPGの仲間」の決定版リストにミンスクを入れた。